# Currie RFC
Der Currie Rugby Football Club ist ein Rugby-Union-Verein, der in der Scottish Premiership spielt. Die Heimspiele werden im Malleny Park in Edinburgh ausgetragen. 
Der Verein wurde 1970 gegründet und spielte sein erstes Spiel gegen Gala. Im Jahr 1973 schuf der schottische Verband eine offizielle Ligastruktur. Currie wurde in die zweite Division der Edinburgh District League eingestuft. In den nächsten Jahren arbeitete der Verein sich in höhere Ligen vor. 1982 baute man ein eigenes Clubhaus, das in den kommenden Jahrzehnten weiter modernisiert wurde. 1990 war Currie in der ersten Liga angelangt. Mitte der 1990er Jahre baute man neue Tribünen und Flutlicht, um der Professionalisierung des Sports gerecht zu werden. Im Jahr 2007 gewann der Verein zum ersten Mal die schottische Meisterschaft.